# Arwed Bouvier
Arwed Bouvier (* 14. August 1936 in Waren (Müritz); † 27. März 2012 ebenda) war ein deutscher Schriftsteller, Bibliothekar und Germanist.

## Leben
Arwed Bouvier studierte von 1954 bis 1959 Bibliothekswissenschaft in Berlin. Von 1963 bis 1972 war er Direktor der Universitätsbibliothek Greifswald. In den 1980er Jahren war er Stellvertreter des Direktors der Wissenschaftlichen Allgemeinbibliothek des Bezirkes Schwerin, der heutigen Landesbibliothek Mecklenburg-Vorpommern Günther Uecker, ab 1983 mit dem Titel Bibliotheksrat.
1971 wurde Bouvier an der Universität Greifswald mit der Dissertation Zur Theorie der sozialistischen Unterhaltungsliteratur promoviert, die im Zusammenhang mit Analysen zur DDR-Literatur Beachtung fand und auch international gewürdigt wurde. Dabei wird hervorgehoben, dass Bouvier in seiner umfassenden Dissertation die Aufgabe auch der Unterhaltungsliteratur in der DDR darin sehe, die ideologischen Ziele der Kulturpolitik zu verwirklichen. Damit schaffte er aber auch eine Abwendung von den Diskursen über eine abwertende Konnotation der Unterhaltungsliteratur an sich, hin zu bestimmten Modellen und Kategorien wie Abenteuerromanen und Kriminalromanen. Neben literaturtheoretischen und bibliothekarischen Schriften verfasste Bouvier eine Vielzahl belletristischer Werke. Er war Mitglied des Schriftstellerverbandes der DDR, im Bezirksvorstand Schwerin sowie in der Bezirksgruppe Schwerin des Bibliotheksverbandes der DDR.

## Werke (Auswahl)

### Bibliothekarische Schriften
- Die gegenwärtige Aufgabe und die künftige Ausgestaltung der Niederdeutschen Abteilung der Universität Greifswald. In: Wissenschaftliche Zeitschrift der Humboldt-Universität zu Berlin, Gesellschafts- und sprachwissenschaftliche Reihe, Nr. 11, Berlin 1962, S. 640–649.
- Mit Hartmut Zenker: „Ein völlig unfähiger und sehr böswilliger Mensch.“ Friedrich Wilhelm Rogge und die Schweriner Regierungsbibliothek. In: Zentralblatt für Bibliothekswesen, Nr. 93, 1979, Seite 558–566.

### Belletristik
- Kultur und Moll. Eine Sammlung kunstbeflissener Betrachtungen. Illustration Peter Dittrich, Eulenspiegel-Verlag, Berlin 1959.
- Solo für den Sperling. Roman, Illustration Karl Schrader, Eulenspiegel-Verlag, Berlin 1972.
- Nr. 14 ist ein Einbettzimmer. Eulenspiegel-Verlag, Berlin 1974.
- Wie ich Kap Arkona verkaufte. Siebzehn heitere und eine traurige Geschichte. Illustration: Renate Totzke-Israel, Eulenspiegel-Verlag, Berlin 1975.
- Mein Generaldirektor kommt vorbei und andere Geschichten. Eulenspiegel-Verlag, Berlin 1981.
- Mein allerbester Zwillingsbruder. Kinderbuchverlag Berlin, 1. Auflage, Berlin 1983.
- Mein allerbester Zwillingsbruder. Illustration: Christiane Knorr. Kinderbuchverlag Berlin, 1. Auflage der illustrierten Auflage, Berlin 1984.
- Meine sogenannte Freundin. Kinderbuchverlag Berlin, Berlin 1984.
- Vom allzu blauen Himmel der Erinnerung. Eulenspiegel-Verlag, Berlin 1987, ISBN 978-3-359-00148-5.
- Den Nagel auf den Kopf. Zünftiges von Hand- und anderen Werkern. Illustrator: Matthias Vorbeck, Verlag Tribüne, Berlin 1988, ISBN 978-3-7303-0345-0.
- Mein Butler und ich. Kinderbuch, Kinderbuchverlag Berlin, Berlin 1994, ISBN 978-3-358-02080-7.
- Der falsche Hauptmann. Roman, Eulenspiegel-Verlag, Berlin 1996, ISBN 978-3-359-00848-4.

### Sachbücher
- Erleben Sie Mecklenburgische Seenplatte. Fotos: Hubert Metzger, Hinstorff Verlag, Rostock 1994, ISBN 978-3-356-00541-7.
- Erleben Sie Schwerin. Fotos: Hubert Metzger, Hinstorff Verlag, Rostock 1994, ISBN 978-3-356-00532-5.
- Die Morgenröte der Vernunft. Der mecklenburgische Aufklärer, Astronom und Grundbesitzer Friedrich von Hahn (1742–1805). Stock & Stein, Schwerin 2002, ISBN 978-3-932370-86-1.

### Hörspiel
- 1988: Ramona, der Sommer und ich (Autor der Literaturvorlage und Bearbeiter für den Funk) – Regie: Maritta Hübner (Hörspielbearbeitung, Kinderhörspiel – Rundfunk der DDR)[14]

### Herausgeber
- Mit Jürgen Borchert: Die Ziege als Säugamme und andere Ergötzlichkeiten aus dem Bücherschrank eines alten Arztes. Eulenspiegel-Verlag, Berlin 1983.
- Mit Jürgen Borchert: Nahrung für weibliche Seelen: Erbauliche, belehrende und kuriose Fundstücke aus alten Büchern. Dausien Verlag, Hanau 1987, ISBN 978-3-7684-4744-7.